# (7957) Antonella
(7957) Antonella es un asteroide perteneciente al cinturón de asteroides, región del sistema solar que se encuentra entre las órbitas de Marte y Júpiter.
Fue descubierto el 17 de enero de 1994 por Andrea Boattini y Maura Tombelli desde la Estación de la Cima Ekar.

## Designación y nombre
Designado provisionalmente como 1994 BT, fue nombrado en honor a Antonella Bartolini (n. 1956), astrónoma aficionada y amiga de los descubridores.

## Características orbitales
Antonella está situado a una distancia media del Sol de 2,773 ua, pudiendo alejarse hasta 3,094 ua y acercarse hasta 2,452 ua. Su excentricidad es 0,116 y la inclinación orbital 9,015 grados. Emplea 1687,02 días en completar una órbita alrededor del Sol.
Pertenece a la familia de asteroides de (93) Minerva
La próxima aproximación a la órbita de Júpiter ocurrirá el 18 de enero de 2200.

## Características físicas
La magnitud absoluta de Antonella es 13,84. Tiene 5,127 km de diámetro y su albedo se estima en 0,267.